# Park Belzacki
Park Belzacki (także Park Belzatka) – park miejski w Piotrkowie Trybunalskim. Położony między ulicami: Belzacką, Dworską i Kasztanową. Powierzchnia parku wynosi 7,5 ha, w tym zbiornik wodny 0,8 ha.

## Historia parku
Park Belzacki powstał w drugiej połowie XIX wieku. Jest pozostałością parku dworskiego na planie nieregularnego czworoboku, który do wybuchu II wojny światowej był własnością prywatną.  Jego ostatnim właścicielem była rodzina Stokowskich. Po 1945 przekształcono go w park miejski. W południowej części parku do 1974 stał murowany dwór, zwany Zajazdem Belzatka, którego początki datowano na przełom XVIII i XIX wieku. Źródła odnotowują pożar dworskich zabudowań gospodarskich w 1880 roku, z tytułu którego straty oszacowano na 18000 rubli.

## Przyroda
Park Belzacki tworzą liczne stare drzewa liściaste oraz iglaste w wieku od 80 do 200 lat. Najstarsze nieliczne zadrzewienia pochodzą z początku XIX wieku, lecz większość z nich przypada na koniec XIX wieku i początek XX, kiedy to zakładano park. W parku dominują klony srebrzyste, klony jawory, klony zwyczajne, lipy drobnolistne, buki zwyczajne, brzozy brodawkowate, robinie białe, wierzby białe, żywotniki, świerki pospolite. Występują tu również stare drzewa rzadkich gatunków jak: sosna wejmutka, sosna limba, choina kanadyjska, daglezja zielona, dąb błotny, jesion wyniosły. Na terenie parku znajduje się również stara aleja utworzona przez głogi jednoszyjkowe. Rosnące na terenie parku: 2 klony srebrzyste, 2 jesiony wyniosłe, orzech czarny, dąb błotny oraz buk pospolity mają status pomnika przyrody.